# Patema đảo ngược
Patema đảo ngược (tiếng Nhật: サカサマのパテマ Sakasama no Patema) là một bộ phim hoạt hình chính kịch khoa học viễn tưởng của Nhật Bản năm 2013, do Yoshiura Yasuhiro viết kịch bản và đạo diễn. Bộ phim được khởi chiếu tại Nhật Bản vào ngày 9 tháng 11 năm 2013. Một loạt phim ONA dài 4 tập có tên gọi là "Patema Inverted: Beginning of the Day được trình chiếu vào năm 2012. Phim đã được công chiếu tại Liên hiệp Vương quốc Anh và Bắc Ireland. Tại Việt Nam, Liên hoan phim Nhật Bản "Làn gió mới trở lại! Phim truyện và hoạt hình Nhật Bản 2014" đã công chiếu bộ phim dưới tựa đề tiếng Việt chính thức là "Patema đảo ngược".
Cinedigm và GKIDS đã phát hành bộ phim dưới dạng đĩa Blu-ray và DVD tại Bắc Mỹ vào ngày 11 tháng 11 năm 2014. Bộ phim nhận được nhiều đánh giá tích cực từ các nhà phê bình phim; ca ngợi sự độc đáo, tuyến nhân vật và cốt truyện của nó.

## Diễn viên lồng tiếng
Phần lớn tuyến nhân vật được liệt kê trong phần công bố cuối phim.
| Nhân vật              | Diễn viên lồng tiếng Nhật | Diễn viên lồng tiếng Anh |
| --------------------- | ------------------------- | ------------------------ |
| Patema (パテマ)       | Fujii Yukiyo              | Cassandra Lee Morris     |
| Age (エイジ Eiji)     | Okamoto Nobuhiko          | Michael Sinterniklaas    |
| Porta (ポルタ Poruta) | Ohata Shintaro            | Robbie Daymond           |
| G (Elder) (ジィ Ji)   | Fukumatsu Shinya          | Bill Lader               |
| Lagos (ラゴス Ragosu) | Kato Masayuki             | Chris Niosi              |
| Jaku (ジャク)         | Yasumoto Hiroki           | Patrick Seitz            |
| Kaho (カホ)           | Uchida Maaya              | Stephanie Sheh           |
| Izamura (イザムラ)    | Hashi Takaya              | Richard Epcar            |

## Đón nhận
Patema đảo ngược đã nhận được hầu hết những đánh giá tích cực. Bộ phim nhận được một đánh giá đồng thuận 79% từ 14 nhà phê bình với số điểm trung bình 5,7/10 tại website tổng hợp đánh giá Rotten Tomatoes. Metacritic đưa ra số điểm 66/100 từ 8 nhà phê bình, website cho biết những đánh giá "nhìn chung tốt".
Catsoulis Jeannette của The New York Times đã gọi bộ phim là "thú vị" và khen ngợi về nhạc điệu âm nhạc, cũng như phần hoạt họa "mềm mại và giàu tính tưởng tượng". Cô ấy cũng so sánh Patema đảo ngược với bộ phim điện ảnh Thế giới ngược năm 2012 (sử dụng cùng cốt truyện và chủ đề cốt lõi) nhưng chỉ ra rằng "Bộ phim 'Chúng ta có thể làm được cùng nhau?' này diễn giải về một lực hút vật lý mà những ảnh hưởng đóng vai trò như là một phản biện nhấn mạnh cho nhiều thế giới đã bị phân rẽ" về sự chia cắt.
Bộ phim chiến thắng ở hạng mục giải thưởng Audience Award (bình chọn từ khán giả) và giải thưởng Judges Award tại Scotland Loves Anime 2013. Bộ phim cũng đã được đề cử cho hạng mục Giải điện ảnh Châu Á - Thái Bình Dương cho phim hoạt hình hay nhất tại Giải thưởng điện ảnh Châu Á - Thái Bình Dương lần thứ 7.